# Maesa cumingii
Maesa cumingii är en viveväxtart som beskrevs av Carl Christian Mez. Maesa cumingii ingår i släktet Maesa och familjen viveväxter. Inga underarter finns listade i Catalogue of Life.